# Наварра (королевство)
Короле́вство Нава́рра (исп. Reino de Navarra, баск. Nafarroako Erresuma, фр. Royaume de Navarre, окс. Reiaume de Navarra) — средневековое королевство. До 1162 года называлось Короле́вство Памплона. В его состав входили земли по обе стороны Пиренеев около Атлантического океана — современная провинция Наварра в Северной Испании и Атлантические Пиренеи в современной Южной Франции. Королевство существовало с начала IX века (первоначально как графство). В 1513 году Южная Наварра завоёвана королём Арагона Фердинандом II Католиком и вошла в состав королевства Испания. Северная Наварра оставалась независимой до 1589 года, когда её король Генрих III де Бурбон стал королём Франции под именем Генрих IV, после чего королевство Наварра было присоединено к Франции (окончательно в 1620 году).

## История

### Образование королевства

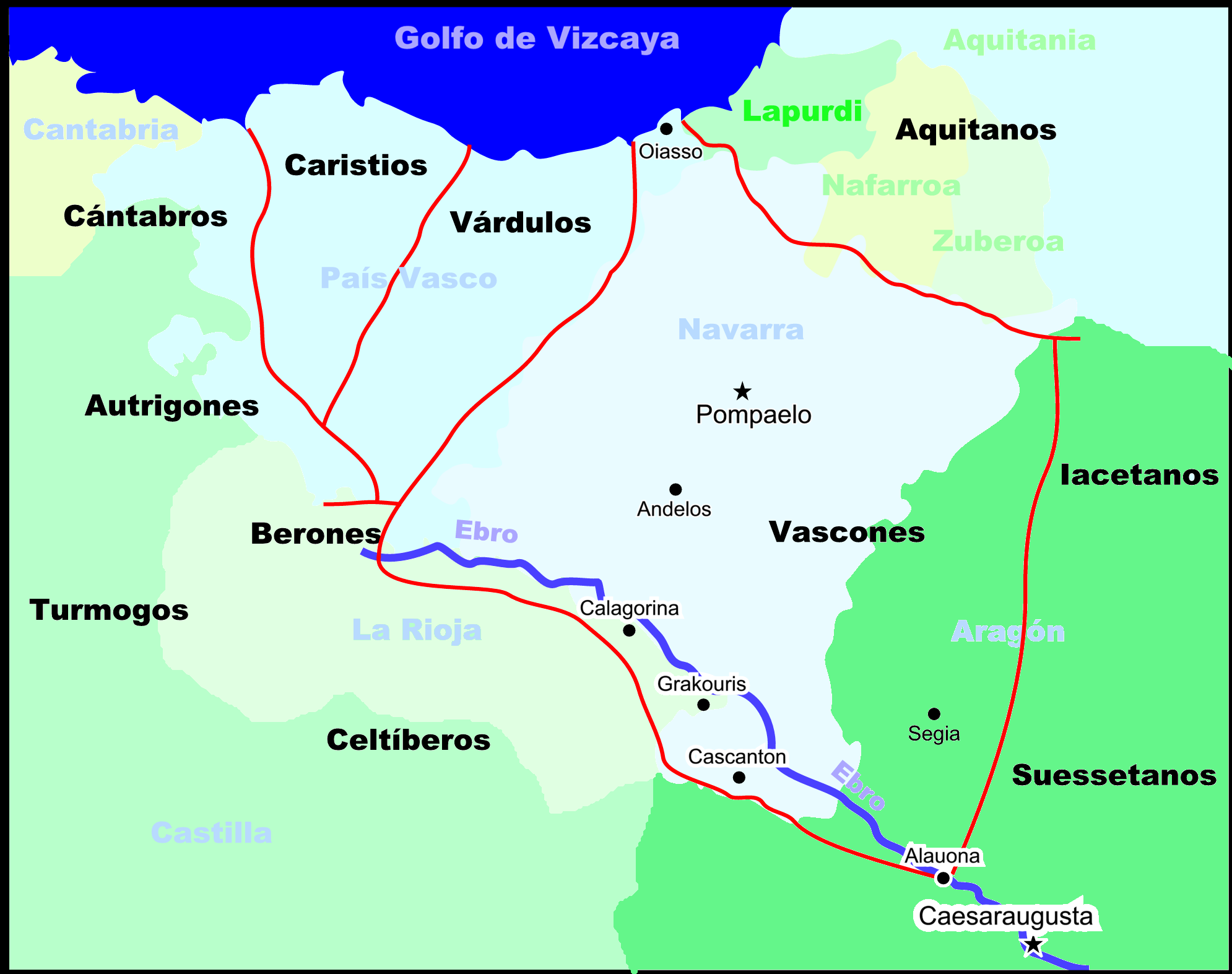
Карта расселения васконов по Птолемею

Древнейшими известными жителями Наварры были васконы, предки басков. Наварра, как и вся территория Испании, последовательно покорялась римлянами, свевами, вестготами (в VI веке). В 507 году король франков Хлодвиг разбил вестготского короля Алариха II в битве при Пуатье и присоединил Аквитанию и Новемпопулану к Франкскому королевству. Воинственные и свободолюбивые васконы, укрепившиеся в Пиренеях, с конца VI века представляли угрозу для франкского королевства, периодически восставая против власти франков. И вестготы, и франки пытались подчинить их, чтобы контролировать стратегически важные проходы через западные Пиренеи, но все попытки окончились неудачей.
В 587 году васконы захватили долины рек Адур и Гаронна. Только в 602 году короли Австразии Теодеберт II и Бургундии Теодорих II смогли разбить васконов. Для управления этой территорией они образовали герцогство Васкония. Примерно в это же время вестготские короли образовали для защиты от васконов герцогство Кантабрия.

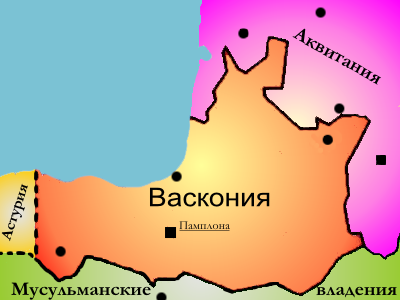
Карта герцогства Васкония во время правления Эда Великого (ок. 700—735)

В начале VIII века северная часть Наварры вместе с Памплоной входила в состав государства, созданного из Аквитании и Васконии Эдом Великим, неизвестно насколько велика была власть Эда в этом регионе, однако о крупных восстаниях против правителей Васконии этого времени в источниках не сообщается. В VIII веке большая часть Наварры, включая Памплону, была завоёвана маврами, однако горная часть области осталась непокорённой и вела постоянную борьбу с мусульманами и франками.

Испания в 814 году

В 778 году король франков Карл Великий занял большую часть территории Наварры, оттеснив мавров, но вскоре потерпел в Ронсевальской битве поражение от васконов, разбивших предводителя его войск — знаменитого Роланда, и вынужден был уступить почти все завоёванные земли. Его сын, король Аквитании Людовик Благочестивый в начале IX века смог отвоевать земли в Пиренеях, в том числе и Памплону. К 811 году на территории, отвоёванной у арабов, Людовик образовал Испанскую марку, составленную графствами, зависимыми от каролингских монархов. Однако в 819 году герцог Васконии Луп III Центулл поднял антифранкское восстание, охватившего Васконию и другие баскские области. В ответ король Аквитании Пипин I, сын императора Людовика Благочестивого, в этом же году совершил поход за Пиренеи и взял Памплону, лишив её статуса графства, а в следующем году изгнал Лупа III из Гаскони, поставив здесь герцогом Аснара Санчеса. Однако уже в 820 году графом Памплоны упоминается Иньиго Ариста (ум. 851/852), основатель династии Иньигес. Близкое родство с семейством Бану Каси, владевшим значительными территориями на границе между мусульманами и христианами, в дальнейшем позволило Иньиго Аристе получить помощь от его представителей и овладеть Памплоной.
Желая восстановить контроль над территорией Наварры и Арагона, император Людовик Благочестивый в 824 году организовал поход против Иньиго Аристы, однако франкское войско под командой герцога Васконии Аснар и графа Эбля попали в засаду, устроенную басками в Ронсевальском ущелье и было почти уничтожено, а оба полководца попали в плен. Франкские хроники не называют имён военачальников, разбивших войско франков, но испано-мусульманские историки пишут, что победу одержало войско, возглавляемое Иньиго Аристой, графом Арагона Гарсией I и главой Бану Каси Мусой II ибн Мусой, вероятно единоутробным братом Иньиго. Согласно преданиям, после этой битвы, вошедшей в историю как «вторая Ронсевальская битва», Иньиго Ариста принял титул короля Памплоны. Победа при Ронсевале позволила королевству Наварра и графству Арагон обрести окончательную независимость от Франкского государства.

### Королевство Памплона

#### Первые короли Памплоны
О правлении первых королей Памплоны известно не очень много.
Король Иньиго поддерживал Бану Каси в борьбе против Кордовского эмирата, однако не всегда удачно. В результате в 843 и 847 годах сын эмира Абд ар-Рахмана II, Мухаммад, разрушал Памплону.
После смерти в 844 году бездетного графа Арагона Галиндо новый граф Галиндо I Аснарес был вынужден признать себя вассалом короля Памплоны.
Кроме королей из династии Иньигес существовали короли из династии Хименес, во владения которых входила область на границе Алавы и западных отрогов Пиренеев («другой части королевства»), которые делили власть с королями из династии Иньигес.
Фортун Гарсес — последний король из династии Иньигес. Наварра в его правление несколько раз подвергалась нападениям со стороны мусульман, причём как эмиров Кордовы, так и прежних союзников королей Памплоны — мосарабов из Бану Каси, в это время примирившихся с Кордовой для борьбы с христианами. В результате король Фортун был вынужден примириться с маврами и заключить союз с Бану Каси, что встревожило его христианских соседей, многие годы ведущих войну с мусульманами. В результате противники Фортуна Гарсеса создали коалицию, в которую вошли Санчо Гарсес (ум. 925) из династии Хименес — брат Иньиго II Гарсеса, соправителя короля Фортуна, король Астурии Альфонсо III Великий и граф Пальярса и Рибагорсы Рамон I. В результате в 905 году Фортун и Иньиго были свергнуты, а Санчо I Гарсес стал королём Памплоны и Наварры. Фортун был заключён в монастырь в Лейре, где на следующий год умер.

#### Правление Санчо I

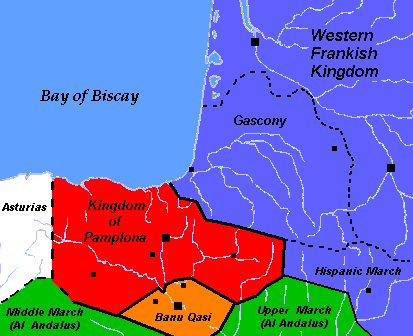
Королевство Памплона в 925 году

Санчо I, в отличие от своих предшественников, не стал назначать соправителей, сосредоточив всю власть в своих руках. Он стал первым из королей Наварры, который вёл завоевательную политику по отношению к соседним мусульманским владениям. В союзе с королями Леона и графами Палларса и Рибагорсы к лету 920 года королю Санчо I удалось значительно расширить границы Королевства Наварра вплоть до Эбро и даже захватить местности вокруг крепостей Каркар, Калаорра и Арнедо, располагавшихся на противоположном берегу реки. Однако 26 июля 922 года в битве при Вальдехункере эмир Кордовы Абд ар-Рахман III нанёс сокрушительное поражение армии Санчо, после чего он несколько лет не предпринимал активных действий против мавров, занимаясь укреплением крепостей на южной границе королевства.
После смерти в 922 году графа Арагона Галиндо II, не оставившего сыновей, несколько окрестных сеньоров предъявили свои права на Арагон, в том числе и король Наварры Санчо I Гарсес, чьей первой женой была Уррака, сестра умершего графа. Несмотря на наличие у дочерей Галиндо II прав на отцовское наследство, король Санчо I объявил себя его правителем. В этом же году по его инициативе епископ Памплоны Галиндо основал на территории Арагона подчинённое его епархии епископство с резиденцией в монастыре Сасау, что поставило Арагон также и в церковную зависимость от Наварры. Права Санчо I Наваррского на Арагон оспорил муж другой сестры графа Галиндо II, вали Уэски Фортун ал-Тавил. Война между соперниками продолжалась до 924 года, когда они достигли соглашения, согласно которому графиней Арагона была признана Андрегота Галиндес (ум.972), дочь Галиндо II. Соглашение предусматривало, что в этом же году состоится её помолвка с 5-летним сыном короля Санчо I, Гарсией, а впоследствии она выйдет за него замуж. Таким образом графство Арагон соединялось с королевством Наварра на основе личной унии. Однако реально управляли графством короли Наварры, в то время как Андрегота проживала в одном из своих поместий и не оказывала никакого влияния на управление.
В 923 году Санчо I в союзе с королём Леона Ордоньо II возобновил войну против Бану Каси. В результате Ордоньо захватил Нахеру, которую в 924 году передал Санчо. Однако после того, как Бану Каси потерпели поражение и от эмира Кордовы Абд ар-Рахмана III, после чего были вынуждены передать свои владения под верховную власть эмира и перейти к нему на службу, Абд ар-Рахман III незамедлительно выступил на защиту своих новых земель от христиан. В 924 году он вторгся в Наварру, разбив армию Санчо I, после чего захватив и разрушив Памплону, жители которой покинули город. Санчо I, к которому в это время подошло войско из Леона, ещё два раза безрезультатно атаковал войско мусульман, но опять был разбит, а мавры, на обратном пути вновь разрушив Калаорру, с богатой добычей возвратились в Кордову. После разрушения Памплоны король Санчо I перенёс свою резиденцию в Нахеру, а епископская кафедра была перенесена епископом Галиндо в монастырь в Лейре, где она оставалась до 1023 года. В результате этого поражения Санчо был вынужден признать себя вассалом эмира Кордовы.
После смерти 925 году короля Леона Фруэлы II в Леоне начались междоусобия за его наследство между сыном Фруэлы Альфонсо Фройласом и сыновьями покойного короля Ордоньо II, Санчо, Альфонса и Рамиро. Санчо I Гарсес вмешался в эту борьбу, поддержав сыновей своего бывшего союзника, в результате чего Альфонсо Фройлас оказался вытеснен из Леона.

#### Наварра при преемниках Санчо I

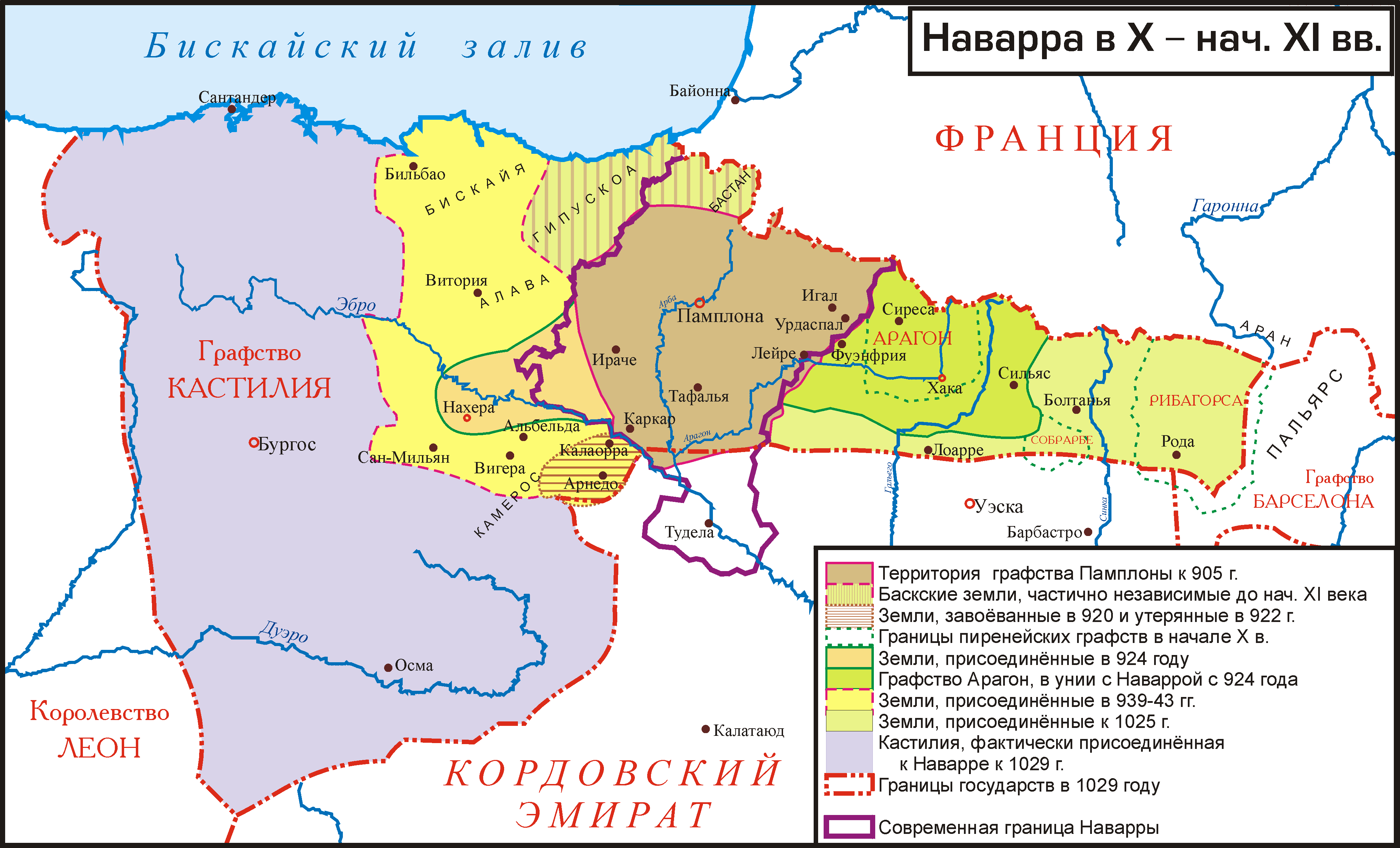
Наварра в X — XI веках

В момент начала самостоятельного правления короля Гарсии I Санчеса Наварра была ослаблена неудачными войнами с маврами, в результате которых она потеряла ряд ранее завоёванных городов и была вынуждена признать себя вассалом Кордовского халифата.
Столицей Наварры с 924 года стал город Нахера, который продолжал ей оставаться вплоть до раздела Наварры между Кастилией и Арагоном в 1076 году. Поэтому в испанской исторической науке принято называть наваррских королей с Гарсии I по Санчо IV включительно королями Нахеры.
После смерти Санчо I по одним сведениям королём стал его малолетний сын Гарсия I Санчес (ок. 919—970), по другим — Химено Гарсес (ум. 931), младший брат Санчо I. В любом случае фактическим правителем Наварры был Химено Гарсес, который старался не вступать в открытые конфликты со своими мусульманскими соседями. Только в 927 году он собрал войско и выступил в поход на владения мосарабов из Бану Каси, намереваясь поддержать своего родственника эмира Кордовы Абд ар-Рахмана III, но возвратился обратно, не вступая в военные действия.
После смерти Химено в 931 году регентство захватил Иньиго Гарсес, родственник королевской семьи. Его считают одним лицом с королём Иньиго II Гарсесом, уже правившим Наваррой в 882—905 годах. В 933 году мать Гарсии I, Тода Аснарес, обратилась за помощью против Иньиго Гарсеса к халифу Кордовы Абд ар-Рахману III, который вынудил Иньиго передать регентство Тоде.
Самостоятельно Гарсия I стал править с 934 года, однако до самой своей смерти Тода оказывала значительное влияние на сына.
Уже в 937 году Гарсия разорвал свои вассальные отношения с Кордовским халифатом и заключил союз с королём Леона Рамиро II. Однако после предпринятого в том же году против Наварры Абд ар-Рахманом III походом, во время которого мавры разорили Нижнюю Риоху и Риберу, Гарсия I был вынужден возобновить свою вассальную клятву по отношению к Кордове.
21 августа 939 года наваррская армия участвовала в сражении при Симанкасе, в котором объединённая христианской армией под командованием короля Леона Рамиро II (в ней также были войска графа Кастилии Фернана Гонсалеса) нанесла сокрушительное поражение армии халифа Абд ар-Рахмана III. Победа позволила христианам перейти в наступление на земли мавров и начать заселение обширных пустующих пограничных областей.
Гарсия I использовал поражение мавров, чтобы расширить границы своего королевства, которые в ближайшие годы достигли реки Дуэро. Укрепляя свою власть в этом регионе, король Наварры повелел подчинить эти земли (в том числе и Симанкас) церковной юрисдикции образованного в 938 году епископства Нахеры.
В 943 году король Наварры потребовал от епископов своего королевства признать его брак с Андреготой недействительным, как нарушающий церковный запрет о браках между близкими родственниками (Гарсия и Андрегота были двоюродными братом и сестрой). Епископы признали незаконность брака, был произведён развод супругов, после чего Андрегота удалилась в подаренный ей Гарсией I монастырь в Айбаре, где прожила до самой своей смерти. Позднее в этом же году король Гарсия Санчес вступил в брак с Терезой Рамирес, дочерью короля Леона Рамиро II. В качестве приданого она принесла своему мужу город Вигеру с окрестностями. Позже Гарсия не раз вмешивался в междоусобицы между правителями Леона.
Несмотря на развод с Андреготой, Гарсия I не возвратил ей графство Арагон, возложив на себя власть над этим владением и приняв титул Король Нахеры и Арагона. Таким образом Арагон окончательно вошёл в состав Наварры. Сын короля Гарсии и Андреготы, Санчо, сохранил за собой статус наследника престола и впоследствии стал преемником отца.
После смерти Гарсии I его владения были разделены. Сын Гарсии и Андреготы, Санчо II Абарка (ум. 994) стал королём Нахеры и Арагона, а сын Гарсии от второго брака, Рамиро (ум. 988), стал королём Вигеры — небольшого королевства со столицей в Вигере, существовавшее до смерти младшего сына Рамиро, Гарсии в 1005/1030 году. Создано в соответствии с завещанием Гарсии Санчаса Памплонского для его второго сына, Рамиро Гарсеса, и включавшее область около Ла-Риохи.

Пиренейский полуостров в 1000 году

Санчо II был первым правителем, названным в 987 году титулом «король Наварры», однако этот титул до конца XI века практически не являлся превалирующим. Связанный родственными отношениями с королями Леона и графами Кастилии, он поддерживал несовершеннолетнего короля Леона Рамиро III. Поддерживая союз между государствами, в 975 году Санчо участвовал в битве против мавров около Сан-Эстебан-де-Гормас, где христианская армия была разбита одним из лучших полководцев халифа ал-Хакама II — Галибом аль-Насири. В 977 году армия Санчо II была разбита Аль-Мансуром при Эстеркуэле. В 981 году армия Санчо II и Рамиро III были разбиты Аль-Мансуром при Руэде, после чего Санчо II, видя недостаточность своих сил для борьбы с маврами, лично явился в Кордову и заключил мир с аль-Мансуром, признав себя вассалом халифата и обязавшись выплачивать Кордове ежегодную дань и отдал в жёны хаджибу свою дочь Урраку, получившую мусульманское имя Абда, которая стала любимой женой аль-Мансура и матерью его сына Абд ар-Рахмана. В 992 году Санчо II попытался освободиться от зависимости и отказался выплачивать дань, однако аль-Мансур совершил два похода на Памплону и заставил короля в сентябре следующего года лично явиться в Кордову, чтобы возобновить вассальную клятву.
Сын и наследник Санчо II, Гарсия II Санчес (ум. 1000/1004), став королём, заключил союз с графом Кастилии Гарсией Фернандесом и попытался освободиться от подчинения Кордовскому халифату, отказавшись выплачивать дань. Однако, после поражения и гибели Гарсии Фернандеса в 995 году Гарсия II остался без союзников и в 996 году он был вынужден приехать в Кордову и признал свою зависимость от халифата.
В 999 году Гарсия II возобновил войну против халифата, напав на Калатаюд, где погиб брат аль-Мансура. В ответ правитель халифата казнил 50 находившихся в Кордове наваррских заложников (в том числе и членов королевской семьи), а затем взял Памплону и полностью её разрушил. В 1000 году аль-Мансур совершил поход в Кастилию, во время которого нанёс при Сервере-де-Писуэрге крупное поражение объединённому войску Кастилии, Наварры, Леона и Сальдании, причём, по сообщению некоторых хроник, в этой битве погиб король Гарсия II Наваррский Но уже в 1002 году армия халифата после смерти аль-Мансура была разбита в битве при Калатаньясоре.

### Правление Санчо III Великого

Испанские государства в 1030 году

При правлении Санчо III Великого Наварра достигла наибольшего расширения, включив в себя практически всю северную часть Пиренейского полуострова, а сам Санчо III был одним из самых могущественных христианских правителей своего времени.
Унаследовав королевство после смерти отца Гарсии II в 1000 или 1004 году (первоначально под регентством матери и епископов), Санчо воспользовался междоусобицами в Кордовском халифате после смерти аль-Мансура для того, чтобы выйти из подчинения халифа и заняться увеличением своих владений за счёт земель распадающегося халифата.
Около 1010 года Санчо III женился на Муниадонне, дочери графа Кастилии Санчо Гарсиес. В 1016 году Санчо III договорился с Санчо Гарсесом о закреплении границы между Наваррой и Кастилией. А после смерти Санчо Гарсеса в 1017 году предъявил права на опеку над его малолетним сыном, Гарсией Санчесом как муж его сестры, что вызвало войну с королём Леона Альфонсо V, также предъявлявший права на опеку. В результате к 1020 году Санчо III отвоевал земли между Сеа и Писуэргой, а к 1022 году захватил некоторые территории непосредственно королевства Леон. В конце 1022 года между двумя монархами было заключено соглашение о мире, скреплённое в 1023 году браком короля Леона с Урракой, сестрой короля Наварры. Захваченные Санчо III земли были возвращены королевству Леон в качестве приданого Урраки Гарсес. Успешные действия Санчо III в пользу графа Гарсии Санчеса позволили королю Наварры начать оказывать значительное влияние на управление Кастилией. А после убийства бездетного Гарсии Санчеса в 1029 году графство унаследовала его сестра, Муниадонна, жена Санчо III, однако фактическим правителем Кастилии стал Санчо III, в 1032 году передавший графство своему сыну Фернандо. Кроме того в 1033 году Санчо начал войну против короля Леона Бермудо III, захватив в январе 1034 года Леон, а летом того же года Асторгу. В Леоне Санчо III короновался с титулом «король Испании». Но в конце 1034 года между королями был заключён мир, закреплённый в 1035 году браком Бермудо III с дочерью Санчо III, Хименой.
Также Санчо III смог расширить свои владения и на восток. В 1015 году Санчо III смог вытеснить мавров из обезлюдевшего бывшего графства Собрарбе. А после смерти в 1017 или 1018 году графа Рибагорсы Гильема II, не оставившего наследников, Санчо III предъявил права на его наследство, поскольку его жена Муниадонна приходилась правнучкой графа Рамона II. В 1018 году он занял центральную часть графства, где разбив мавров, воспользовавшихся ситуацией и вторгшихся в графство. Северная часть графства оказалась в руках графа Пальярс-Хуссы Рамона III, женатого на внучке графа Рамона II — Махор. После развода Рамон III в 1020 году попытался сохранить свою часть графства, однако в 1025 году Санчо III присоединил большую часть северной части графства к Наварре. Рамон III сохранил только котловину Ногеры-Рибагорсаны.
Кроме того, Санчо смог усилить своё влияние, установив к 1032 году сюзеренитет над герцогством Гасконь, а также над графством Барселона.
После смерти Санчо III 18 октября 1035 года его владения были разделены между 4 сыновьями. Гарсия III получил Нахеру (Наварру), Фернандо ещё в 1032 году стал графом Кастилии (а с 1037 года королём Кастилии), Гонсало — графства Собрарбе и Рибагорсу, а незаконный сын Рамиро I — графство Арагон, преобразованное в королевство.

### Наварра при наследниках Санчо III

#### Наварра в 1035—1076 годах

Наварра и её соседи в 1150 году

По завещанию отца Гарсия III получил верховенство над остальными братьями. Вскоре он помог младшему брату Фернандо в 1037 году разбить короля Леона Бермудо III при Писуэрге, после чего Фернандо захватил леонский престол. В награду за это Гарсия получил оставшуюся часть Васконии до Сантандерского залива. Воспользовавшись ослаблением мусульманских эмиратов-тайф, Гарсия III начал вести против них успешные войны, и в 1045 году ему удалось завоевать Калахорру.
Однако позже Гарсия рассорился с братьями. В 1043 году он победил Рамиро при Тафалье, а затем начал войну против Леона и Кастилии, однако в сражении при Атапуэрке 15 сентября 1054 года погиб. Наследником Гарсии был его старший сын Санчо IV, до 1058 года правивший под регентством матери. Он попытался продолжить политику своего отца по расширению территории королевства. Заключив союз со своим дядей Рамиро Арагонским против правителя Сарагосы аль-Муктадира, Санчо IV победил того и обложил данью.
В 1067 году на Наварру напал Санчо II Кастильский, надеясь вернуть земли, потерянные его отцом. Для отражения угрозы Санчо IV заключил союз с новым королём Арагона Санчо I, из-за чего конфликт вошёл в историю как «Война трёх Санчо». Победу в ней одержал Санчо Кастильский благодаря полководческому таланту своего военачальника, Сида Кампеадора. Наварра в результате этой войны потеряла Буребу, Альта-Риоху и Алаву.
В 1074 году против Санчо IV организовал заговор его младший брат Рамон Гарсес. В результате которого Санчо был убит в Пеньялене.

#### Уния с Арагоном
После гибели Санчо наступил династический кризис. Наваррцы, недовольные братоубийцей, избрали на трон короля Санчо I Арагонского, который объединил короны Наварры и Арагона (в Наварре он правил под именем Санчо V). В то же время король Кастилии и Леона Альфонсо VI признал королём изгнанника Гарсию Санчеса. Чтобы нормализовать отношения с Кастилией, Санчо Арагонский, помог Альфонсо VI в битве при Заллаке в 1086 году и при обороне Толедо в 1090 году а также вступил в союз с Сидом.
Санчо V и его сыновья Педро I и Альфонсо I Воитель смогли значительно расширить территорию своего королевства за счёт мусульмансих владений. Завоёванные равнины застраивались замками, которые служили опорой для новых завоеваний.

#### Восстановление независимости Наварры
Не имея наследника, Альфонсо I Воитель, умерший в 1134 году, завещал передать своё государство госпитальерам и тамплиерам, однако его последняя воля так и не была исполнена. Новым королём Арагона был провозглашён его младший брат Рамиро II Монах. Однако наваррцы признали своим королём Гарсию IV, прозванного Восстановителем, внука Санчо Гарсеса, незаконнорождённого сына короля Гарсии III.
Однако он оказался довольно слабым правителем и зависел от более сильных королей-соседей. Первоначально Гарсия был вынужден признать превосходство Арагона над Наваррой, а себя — «сыном» Рамиро II. Впоследствии Гарсия признал себя вассалом короля Кастилии и Леона Альфонса VII и в 1136 году уступил Кастилии Риоху. В 1137 году он попытался добиться независимости от Кастилии и заключил союз с Альфонсом I Португальским, но спустя три года был вынужден пойти на мир, после чего Гарсия был верным союзником Альфонсо VII.
Сын и наследник Гарсии IV, Санчо VI, наследовавший Наварру с 1150 году, в первые годы своего правления был вынужден подписать с королями Кастилии и Арагона Тудельское и Каррионское соглашения, уступив им часть своих территорий. Однако позже он приложил все усилия, чтобы восстановить Наваррское королевство в прежних границах, и добился своего. Санчо враждовал с графом Барселоны Рамоном Беренгером IV, но с его сыном Альфонсо II подписал мирный договор, и в 1190 году в Борхе даже заключил союз против Кастилии.
Санчо VI был первым, кто именовал себя «королём Наварры», исключив из титулатуры титул «король Памплоны». Он вывел Наварру на политическую сцену Европы. Одна его дочь, Беренгария, была женой короля Англии Ричарда I Львиное Сердце, другая, Бланка — женой графа Шампани Тибо III.
Санчо VII, сын Санчо VI, наследовал отцу в 1194 году. Через год разгорелся конфликт между Наваррой и Кастилией из-за того, что Санчо не успел подвести свои войска к сражению при Аларкосе, и кастильцы потерпели поражение. Альфонсо VIII обвинил в поражении Санчо и начал против него войну, но был разбит. В 1200 году Санчо предпринял военную экспедицию против мавров, прошёл по Мурсии, Андалусии и даже вторгся в Африку. Воспользовавшись его отсутствием, Кастилия и Арагон расчленили Наваррское королевство, захватив Алаву, Гипускоа и Бискайю. По Гвадалахарскому мирному соглашению 1207 года Санчо вынужден был признать все территориальные потери. Позднее Санчо внёс решающий вклад в победу армии христианской коалиции над войсками Альмохадов 16 июня 1212 года в битве при Лас-Навас-де-Толоса.
В какой-то момент Санчо передал королевские полномочия сестре Бланке, но в 1229 году она умерла, а в 1232 году скончалась и другая сестра, Беренгария. Таким образом, бездетный Санчо стал последним представителем мужской линии династии Хименесов, правивших в Наварре с начала X века. После его смерти в 1234 году королём Наварры был избран его племянник, граф Шампани Тибо IV, сын Бланки и Тибо III Шампанского.

## Наварра под управлением иноземных династий

### Правление Шампанской династии
Тибо IV, правивший в Наварре под именем Теобальдо I, стал первым в длинной череде королей французского происхождения. Он был широко известен как трувер, французский поэт, автор большого количества произведений, многих лирических песен о любви с музыкальным аккомпанементом, религиозных поэм и сирвент. За это он получил прозвище «принц труверов». Во время малолетства Людовика IX Тибо несколько раз участвовал в восстаниях французской знати против короля. Также он организовал в 1239 году неудачный крестовый поход. Будучи одновременно французским графом и королём Наварры, он был вынужден разрываться между своими владениями.
Тибо IV умер в 1253 году, после него последовательно правили двое сыновей.
Теобальдо II при поддержке папы Александра IV в 1257 и 1259 годах ввёл в Наварре французские ритуалы помазания и коронации для обоснования божественного происхождения монархии. В других делах Тибо продолжал политику своего отца. Чтобы не допустить раздробления страны крупными феодалами, король обратился за поддержкой к городам. Тибо поддержал городское население, предоставив ему самоуправление, так как вследствие роста промышленности и торговли увеличивались и его доходы. Буржуазия поддержала монарха, обеспечив своевременное внесение денег в казну королевства. В 1266 году Тибо провёл первую перепись населения страны, на тот момент в Наварре проживало 150 000 жителей. Он расширил привилегии для городов Памплона, Эстелья, Ланс, Тьебас и Торральба-дель-Рио. В 1269 году основал Эспиналь.
Наследовавший Теобальдо II его младший брат Энрике I Толстый, женатый на племяннице короля Франции Людовика IX, проводил профранцузскую политику. Его восшествие на престол совпало с таким экономическим подъёмом в Наварре, какого прежде не случалось на Пиренеях. Но по Парижскому договору 1259 года англичане получили права на Гасконь, что фактически отрезало Наварре доступ к океану.
Энрике позволил городу Памплоне (столице Наварры) расторгнуть союз с городами Сан Чернен (San Cernin) и Сан Николас (San Nicolas), созданный в 1266 году. Он также предоставил привилегии городам Эстелла, Аркос, и Виана, поощряя городской рост. Его отношения с дворянством были, в целом, дружественные, однако Генрих любыми способами поддерживал мир и порядок в своём королевстве.
Энрике поначалу стремился восстановить территории, утраченные в Кастилии, помогая восстанию Фелипе, брата короля Кастилии Альфонсо X, в 1270 году. Но в итоге прекратил оказывать помощь, предпочитая создать альянс с Кастилией через брак своего сына Тибо с дочерью Альфонсо X. План осуществить не удалось, в связи с гибелью молодого Тибо, после того как тот упал со стены в замке Эстелла в 1273 году. Энрике ненадолго пережил своего сына. С его смертью мужская линия Шампанского дома пресеклась. Законным наследником стала его трёхлетняя дочь Жанна (Хуанна) с матерью Бланкой в качестве регента.

### Уния с Францией (1284—1328)
Новой королеве и её матери пришлось защищать своё имущество от посягательств различных иностранных держав, которые могли легко захватить богатые владения в Шампани и Наварре. Это вынудило Бланку обратиться за поддержкой к французскому королю Филиппу III. В 1284 году 13-летняя Жанна вышла замуж за наследника французской короны Филиппа, который через год стал королём Франции под именем Филипп IV. Это брак дал возможность присоединить к королевскому домену Шампань и Бри, а также привёл к первому объединению Франции и Наварры в рамках личной унии, продолжавшемуся до 1328 года.
После смерти Жанны титул короля Наварры последовательно носили её три сына: Людовик I (король Франции под именем Людовик X), Филипп II (король Франции под именем Филипп V) и Карл I (король Франции под именем Карл IV).

### Наварра под управлением дома Эврё
В 1328 году умер король Франции и Наварры Карл IV. Новым королём Франции был избран его двоюродный брат, Филипп VI де Валуа. Однако ассамблея наваррской знати отказалась признать королём Филиппа VI. Своей королевой знать признала Жанну, дочь короля Людовика X, лишённую в своё время права наследования французской короны, и её мужа, Филиппа д’Эврё. 5 марта 1329 года Филипп и Жанна в соборе Санта-Мария-ла-Реаль в Памплоне были коронованы епископом Памплоны Арнальдо де Барбазаном как король и королева Наварры. Таким образом королевство Наварра снова стало самостоятельным.

Король Франции Филипп VI признал это избрание, но Жанна была вынуждена отказаться за себя и своё потомство от претензий на французский трон. Кроме того, в 1335 году Филипп и Жанна были вынуждены отказаться от прав на Шампань и Бри, присоединённых к домену короля Франции. Взамен по соглашению, заключённому 14 марта 1336 года, за Филиппом, который владел французским графством Эврё, были окончательно закреплены графства Ангулем и Мортен (возведённое в статус пэрства), полученные им в 1318 году как приданое жены, а также замки Бенон в Онисе и Фонтене-ле-Абаттю в Пуату. Позже Жанна обменяла Ангулем на ряд владений в Вексене (Понтуаз, Бомон-сюр-Уаз и Аснье-сюр-Уаз). 

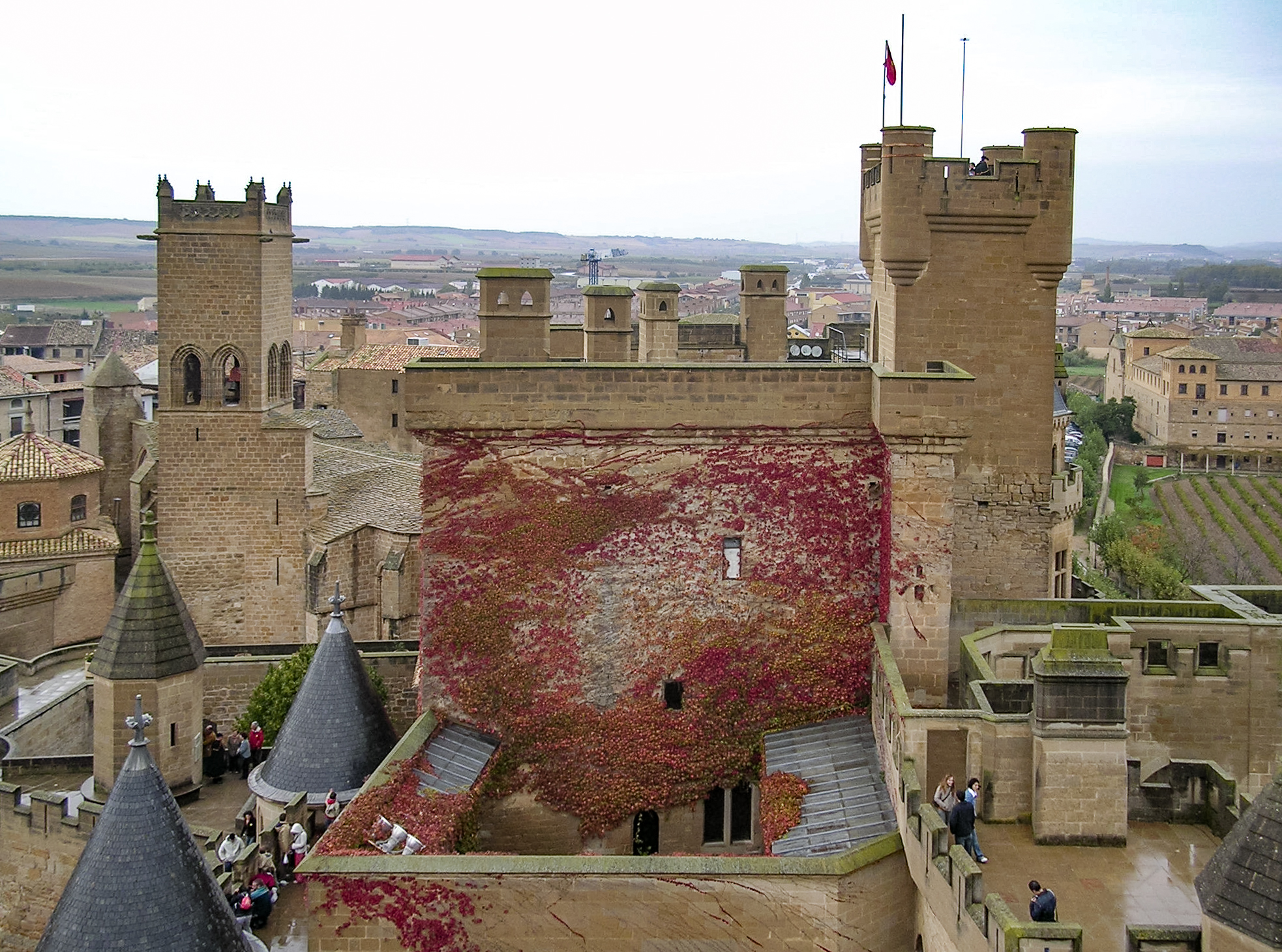
Замок королей Наваррских в Олите

Сын и наследник Жанны и Филиппа, Карл II Злой, наследовавший родителям в 1349 году, являлся одним из деятельных участников Столетней войны между Францией и Англией. Он держал английскую сторону, стараясь увеличить владения во Франции, а также пытался расширить территорию Наварры за счёт соседей. В результате его политических амбиций были потеряны обширные французские владения его рода, а Наварра была опустошена разрушительными войнами и набегами.
Наследник Карла II, Карл III Благородный уделял много внимания наведению порядка в Наварре и выведению страны из кризиса, наступившего из-за непомерных амбиций и бурной деятельности его отца. Карл помирился с соседними государствами, в том числе благодаря династическим бракам. В 1404 году Карл подписал Парижский договор, окончательно отказавшись от прежних французских владений наваррских королей, включая графство Эврё, и получив в качестве компенсации герцогство Немур. В 1413 году Карл создал в Наварре Верховный суд. В 1423 году Карлом был учреждён титул принца Вианского для наследников наваррского престола. Карл также выступал покровителем искусств. При нём было закончено возведение готического собора в Памплоне и начато строительство королевских дворцов Тафалья и Олите.
После его смерти в 1425 году ему наследовала его дочь, Бланка, бывшая замужем за Хуаном Арагонским, ставшим впоследствии королём Арагона. Вместе с ним она в 1429 году была коронована на престол Наварры.

### Наварра под управлением Арагонского дома
Пока была жива Бланка, управлением Наваррой она занималась самостоятельно. Её муж Хуан Арагонский, принимавший деятельное участие в династических войнах, которые вёл его старший брат, король Арагона, Неаполя и Сицилии Альфонсо V, в наваррские дела не вмешивался. Кроме Наварры, Бланка претендовала также на Немурское герцогство, но в итоге сохранила за собой только титул, а само герцогство было присоединено к французской короне.

Бланка умерла в 1441 году. Наварру должен был унаследовать старший сын Бланки и Хуана — Карл Вианский. Однако Хуан не допустил сына к трону, взяв управление королевством в свои руки, сославшись на завещание Бланки о том, что Карл не должен именовать себя королём без согласия отца. При этом Карл стал наместником Хуана в Наварре, сам Хуан наваррскими делами не очень интересовался. 

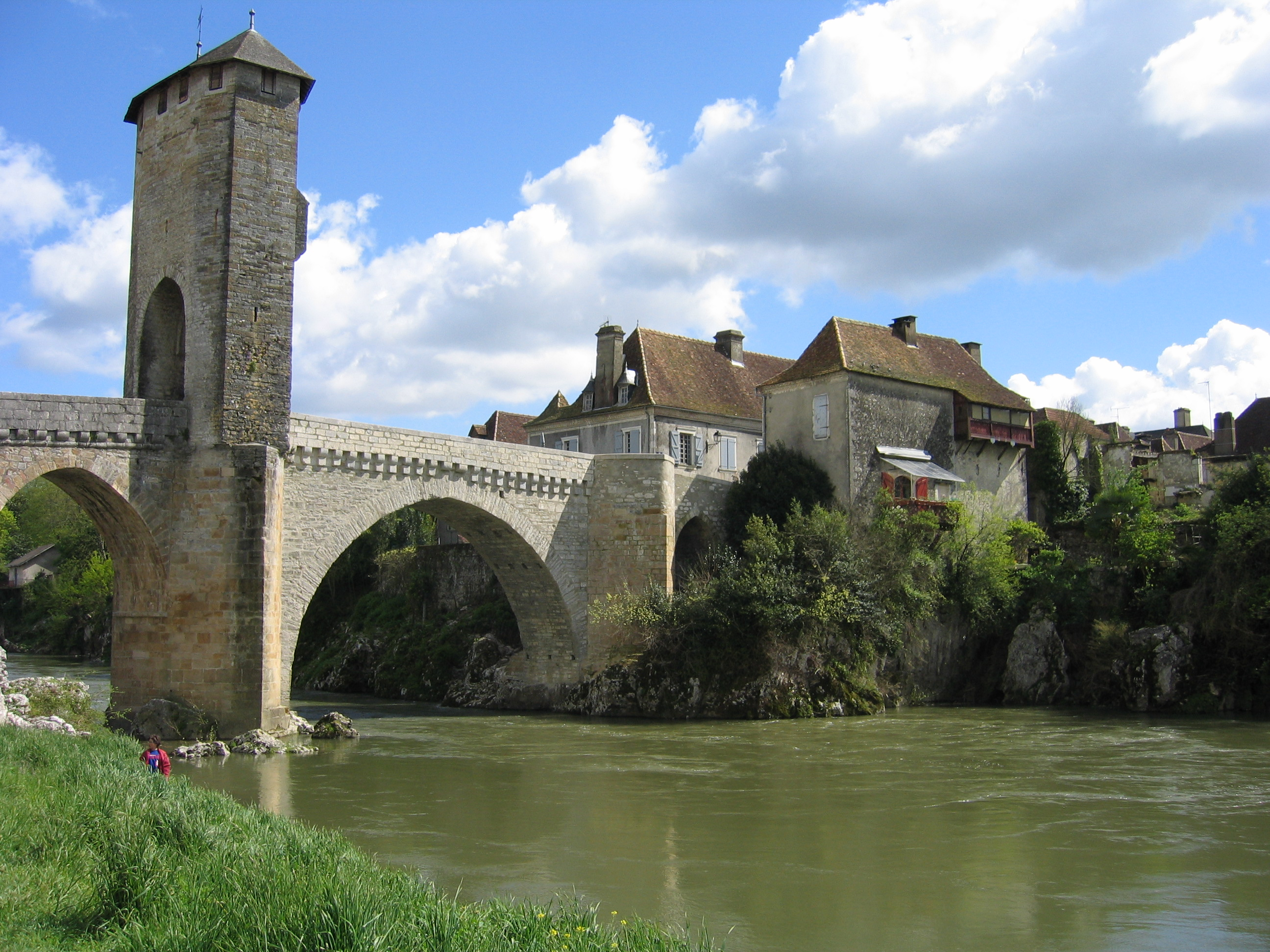
Во время периодической оккупации Памплоны арагонскими войсками наваррский двор перемещался на север в Ортес

В 1447 году Хуан женился вторично — на Хуане Энрикес. Через 4 года она решила взять управление Наваррой в свои руки, добилась того, что Хуан назначил её наместницей Наварры. Её поддержал знатный наваррский род Грамонов, однако другой род, Бомонтов, держал сторону принца Вианского и отказались подчиняться Хуанне. В результате началось восстание, которое возглавил Карл Вианский, не ладивший со своей мачехой. Но в 1452 году он попал в плен к отцу и был вынужден пообещать не использовать королевский титул до смерти отца. После этого Карл бежал ко двору своего дяди Альфонсо V.
В 1458 году умер Альфонсо V, его наследником стал Хуан (под именем Хуан II), объединив в своих руках Наварру, Арагон, Валенсию, Каталонию, Неаполь и Сицилию. Для Хуаны Энрикес единственным препятствием, отделявшим её сына Фердинанда от наследования престола, был Карл Вианский, и под её влиянием Хуан приказал в 1460 году посадить Карла в заключение. Это спровоцировало восстание в Каталонии, вскоре распространившееся на Арагон и Наварру. Напуганный размахом восстания, Хуан в 1461 году был вынужден пойти на уступки. Он освободил Карла Вианского из заключения и признал его своим наследником.
Однако в том же 1461 году Карл Вианский неожиданно умер. Все были уверены в том, что Карла отравили по приказу Хуаны Энрикес. В итоге разразилась гражданская война, продолжавшаяся 12 лет. Хуану было не до Наварры. Смерть Карла сделала наследницей королевства Бланку, старшую дочь Хуана от первого брака. Однако вскоре Хуан, недовольный неповиновением дочери (она отказалась выйти замуж за сына французского короля), отдал её под опеку следующей дочери, Элеоноры. Бланка умерла в 1464 году, по слухам её отравила Элеонора.

### Наварра под управлением династий Фуа и Альбре

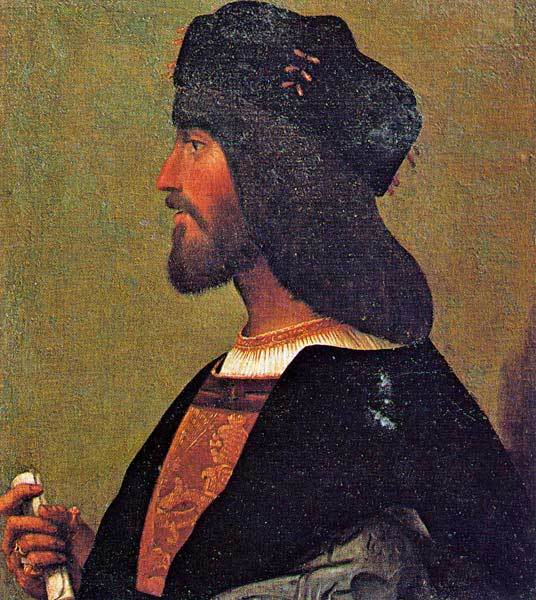
В наваррских гражданских войнах начала XVI века погиб зять короля Иоанна III — Чезаре Борджиа.

Элеонора, бывшая замужем за французским графом Гастоном IV де Фуа, с 1461 года и до смерти Хуана II (за исключением периода 1468—1471) от имени отца управляла Наваррой.
Хуан II умер 20 января 1479 года. Элеонора была признана королевой Наварры, однако умерла уже 2 февраля. Её муж и старший сын умерли раньше, поэтому новым королём был признан внук Элеоноры — Франциск Феб, граф де Фуа. Ему в тот момент было 12 лет, регентшей стала его мать Мадлен, дочь французского короля Карла VII. В качестве короля его поддержали Грамоны и связанная с ними часть наваррской аристократии. Бомонты, как обычно, заняли противоположную Грамонам позицию, поддержав кандидатуру арагонского короля Фердинанда II (сына Хуана II от второго брака); к ним примкнули аристократы, не желавшие мириться с французским вмешательством в дела Наварры. Все попытки Мадлен помирить противоборствующие партии были безуспешны.
В 1483 году Франциск был отравлен. Его владения унаследовала сестра, 15-летняя Екатерина де Фуа. Регентство за собой сохранила Мадлен. Однако наследование короны оспорил её дядя, Жан де Фуа, виконт Нарбонны. Он ссылался на салический закон, по которому женщины не имели права наследования. Хотя этот закон никогда не применялся в Наварре, разразилась гражданская война, в которой активное участие принимали роды Бомонтов и Грамонов. Желая найти союзников, Мадлен в 1484 году выдала Екатерину замуж за Жана д’Альбре, ставшего королём Наварры под именем Иоанна III.
В 1494 году Мадлен оказалась заложницей у Фердинанда II, а реальное управление Наваррой перешло к Жану д’Альбре. После смерти Мадлен год спустя начался новый виток гражданской войны. Она закончилась только в 1497 году Тарбским миром, по которому Жан де Фуа отказался от прав на наваррскую корону.

## Оккупация Наварры испанцами

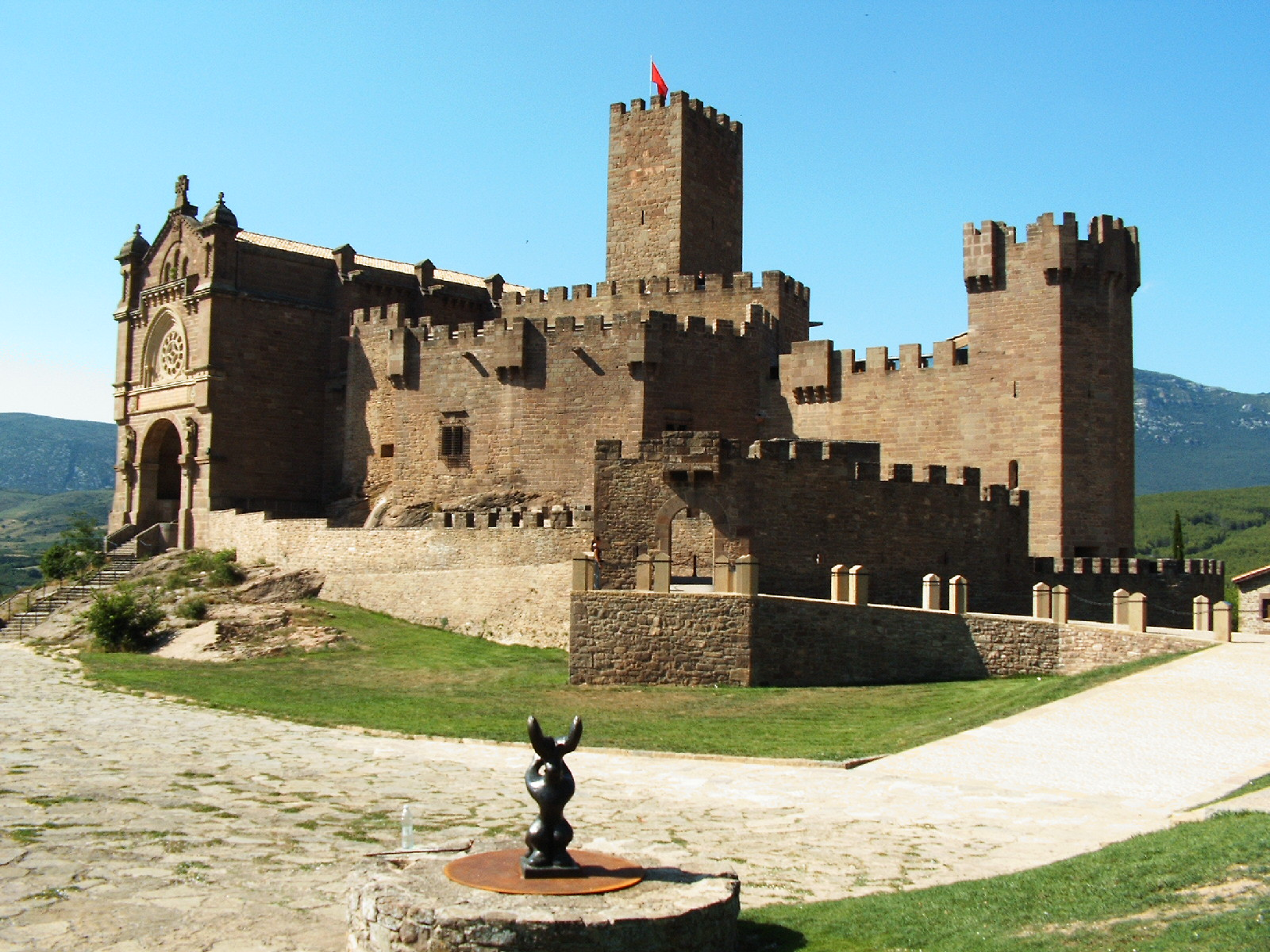
Хавьерский замок Хуана де Хасо — одного из руководителей борьбы наваррцев с испанскими оккупантами

Фердинанд II Арагонский не оставлял притязаний на Наварру. В 1505 году он женился на Жермене де Фуа, дочери бывшего претендента на наваррскую корону Жана де Фуа. В 1506 году произошло восстание коннетабля Наварры, графа Лерина, который пользовался поддержкой Фердинанда. Восстание продолжалось до 1508 года. Опасаясь могущественного соседа, который постоянно выдвигал Наварре различные претензии, Жан д’Альбре заключил союз с французским королём Людовиком XII. Фердинанд решил воспользоваться этим и обратился к папе, оклеветав Жана как схизматика и еретика. Следствием стала папская булла 1512 года, низлагавшая Жана и отлучавшая его от церкви. Королём Наварры папа признал Фердинанда.
Воспользовавшись папской буллой, армия Фердинанда в том же 1512 году вторглась в Наварру, захватив большую часть Наварры, включая её столицу Памплону (так называемая Верхняя Наварра). Там Фердинанд провозгласил себя её королём. Король Франции в это время из-за военных поражений в Италии не имел возможности воевать с Фердинандом и в 1513 году заключил перемирие. Жан д’Альбре был вынужден бежать из Наварры, все его попытки вернуть завоёванные земли окончились неудачей. Верхняя Наварра была включена в состав объединённого королевства Испания.
Во владении наваррских королей из династии Альбре осталась лишь небольшая часть территории королевства к северу от Пиренеев (Нижняя Наварра). Тем не менее именно за этим владением в XVI веке сохраняется название «королевство Наварра». Дальнейшая его история связана с историей Франции.

## Присоединение к Франции

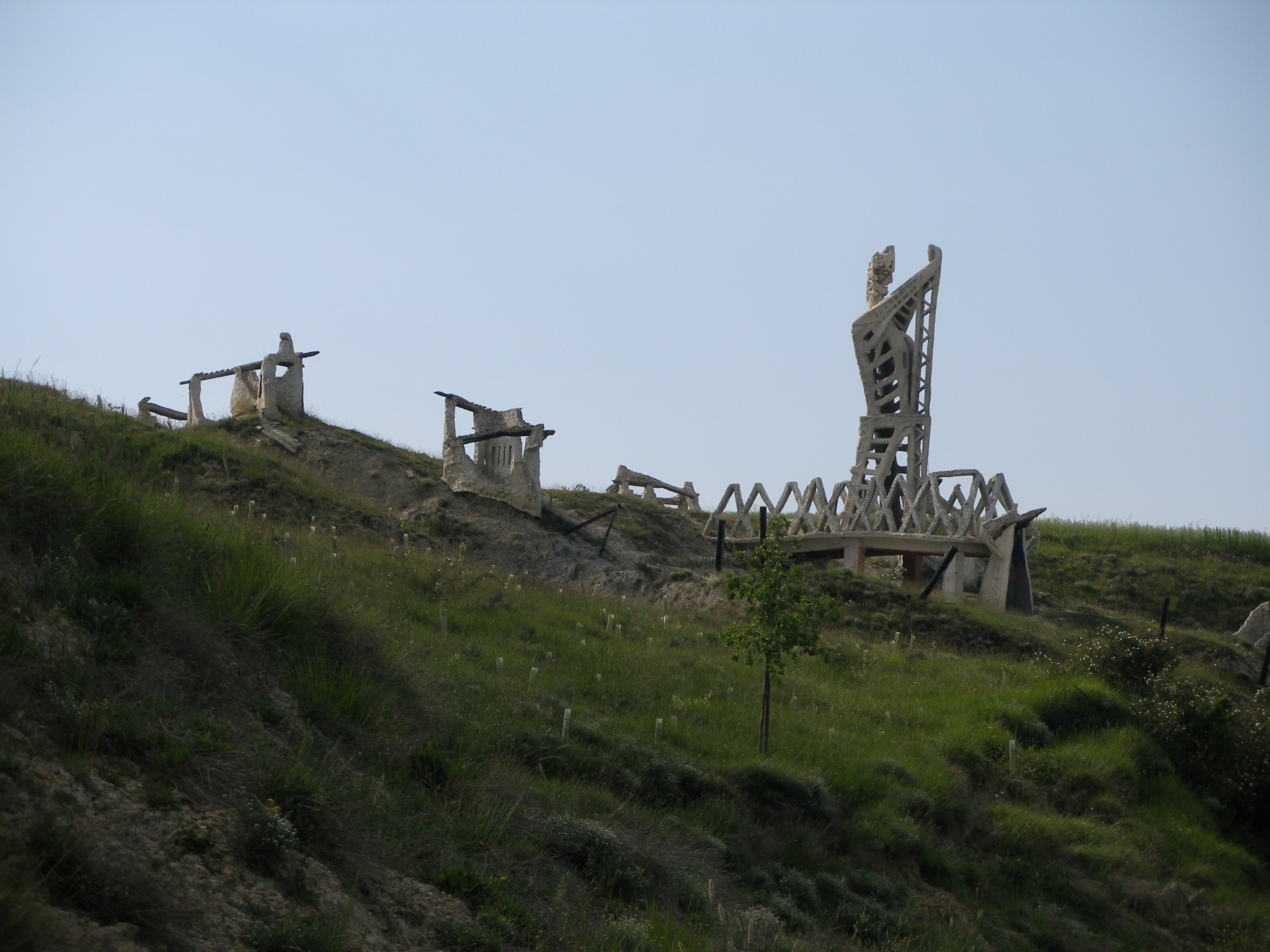
Памятник на поле битвы при Ноайне

Все попытки короля Генриха II д’Альбре возвратить захваченные Фердинандом земли были безуспешны. В 1521 году его родственник Андре де Фуа отвоевал большую часть спорных земель, но в решающей битве при Ноайне потерпел поражение от кастильского полководца герцога Нахера.
Во время сражения под Павией Генрих был взят в плен вместе с французским королём Франциском I. От брака его с сестрой короля, Маргаритой Валуа (благодаря которому он унаследовал графство Арманьяк), родилась Жанна III д’Альбре, впоследствии ревностная защитница кальвинизма и одна из руководительниц французских гугенотов. В 1548 году она была выдана замуж за герцога Антуана де Бурбона, ставшего после смерти Генриха королём-консортом Наварры.
Их сын Генрих, принц Беарнский, ставший после гибели отца и смерти матери королём Наварры, в дальнейшем взошёл на французский престол под именем Генриха IV. После этого королевство Наварра некоторое время формально оставалось суверенным государством, но в 1620 году по инициативе кардинала Ришельё было включено в состав Франции в статусе провинции. Французские короли после этого официально титуловались «королями Франции и Наварры».
В 1790 году, с упразднением в ходе Великой французской революции деления Франции на провинции, Наварра вошла в состав департамента Нижние Пиренеи (ныне Атлантические Пиренеи). Титул «король Наварры» в 1791 году исключён из титулатуры французского короля; позже, в период после Реставрации он вновь использовался «реставрированными» королями-Бурбонами, но после Июльской революции 1830 года он окончательно исчезает из государственных актов.
Верхняя Наварра с 1512 года остаётся в составе Испании, пользуясь на протяжении истории разным объёмом внутренней самостоятельности. С 1982 года она обладает статусом автономного сообщества.